# Château du Bois-Jourdan
Le château du Bois-Jourdan est un château français situé à Bouère, dans le département de la Mayenne et la région des Pays de la Loire.

## Historique
Il est inscrit aux monuments historiques par arrêté du 30 septembre 2022 qui se substitue à l'arrêté d'inscription du 18 mars 1980.